# Гаппург
Гаппург (нім. Happurg) — громада в Німеччині, розташована в землі Баварія. Підпорядковується адміністративному округу Середня Франконія. Входить до складу району Нюрнбергер-Ланд. Центр об'єднання громад Гаппург.
Площа — 42,59 км2. Населення становить 3758 ос. (станом на 31 грудня 2020).